# Mora (Derecho)
La mora es el retraso culpable o deliberado en el cumplimiento de una obligación o deber. Así pues, no todo retraso en el cumplimiento del deudor implica la existencia de mora en su actuación.
Un retraso intencionado en el cumplimiento de una obligación supone un incumplimiento parcial, que puede provocar perjuicios más o menos graves en el acreedor, y como tal incumplimiento es tratado en los diferentes ordenamientos
 jurídicos.
Ahora bien, si el retraso en el cumplimiento del deudor se debe a la concurrencia de una acción u omisión del acreedor que impide que el deudor pueda cumplir a su debido tiempo, se dice que existe mora del acreedor y puede tener efectos liberatorios para el deudor de las responsabilidades derivadas de su falta de oportuno cumplimiento.

## Requisitos
El deudor está en mora:
1. Cuando no ha cumplido la obligación dentro del término estipulado, salvo que la ley o el contrato exijan que el acreedor deba requerir primero al deudor el cumplimiento para constituirlo en mora.
2. Cuando la deuda debió de ser dada o ejecutada dentro de cierto tiempo, por haberse fijado un término o señalado  un plazo para ello, y el deudor lo ha dejado pasar sin darla o ejecutarla.
3. En todo caso, es necesario que la causa del retraso en el cumplimiento pueda ser imputada a la acción u omisión voluntaria o negligente del deudor, sin concurrir mora del acreedor, caso fortuito ni fuerza mayor.

## Iniciación
Su iniciación se produce:
a) En las obligaciones a plazo suspensivo, a partir de su vencimiento
b) En las obligaciones sin plazo suspensivo. Si es obligación de dar, la mora comienza (en el Derecho mexicano) después de 30 días de la interpelación al deudor. Si es de hacer, comienza a partir del momento en que el acreedor exige su cumplimiento, y haya transcurrido un tiempo razonable y prudente para el cumplimiento de la obligación.

## Consecuencias de la mora
Si bien las consecuencias concretas de la mora en una obligación dependerán de lo pactado, y del tipo de obligación, son habituales las siguientes consecuencias:
1. Supone un incumplimiento contractual, que podría acarrear una resciliación si el contrato es de tracto sucesivo y la mora tiene cierta gravedad.
2. Es habitual que se obligue al deudor a indemnizar con el pago de intereses de demora. A falta de convenio expreso suscrito entre las partes interesadas que establezca la cuantía de estos intereses, en España se aplica la legislación sobre el Interés legal del dinero.
3. También cabe reclamar otros daños y perjuicios provocados por el incumplimiento, que se han de acreditar.

## Mora en obligaciones de hacer
Si la obligación es de hacer, y el deudor se constituye en mora, el acreedor podrá pedir, junto con la indemnización de la mora, a elección suya:
1. La ejecución por parte del deudor de lo convenido.
2. Que se le autorice a él mismo para hacerlo ejecutar a un tercero a expensas del deudor.
3. Que el deudor la indemnice de los prejuicios resultantes de la infracción del pico (mora)

## Sobrestadía o demora
En el tráfico de mercancías, y especialmente en el transporte marítimo, es posible que la estadía del buque en puerto se sobrepase si el fletador no realiza a tiempo la correspondiente carga o descarga. En tal caso se dice que ha incurrido en demora y debe indemnizar al armador (en inglés, demurrage).
Tal concepto se aplica también a la convertibilidad de algunas monedas, que exigen una tasa a su devolución (por ejemplo, E-gold, la libremoneda, o Terra).